# South Australian Open 1987
Il South Australian Open 1987 è stato un torneo di tennis giocato sull'erba. È stata la 10ª edizione del Torneo di Adelaide, che fa parte del Nabisco Grand Prix 1987. Si è giocato ad Adelaide in Australia dal 30 dicembre 1986 al 5 gennaio 1987.

## Campioni

### Singolare
Wally Masur ha battuto in finale  Bill Scanlon con il punteggio di 6–4, 7–6

### Doppio
Ivan Lendl /  Bill Scanlon hanno battuto in finale  Peter Doohan /  Laurie Warder con il punteggio di 6–7, 6–3, 6–4